# Peter Aspebet
Peter Aspebet oder griechisch Butrus Aspebetos (* im 4. Jahrhundert, wahrscheinlich in Wadi Dabor, Judäa, Palästina; † im 5. Jahrhundert wahrscheinlich gleicherorts) war ein arabischer Beduine, Christ und Bischof in Judäa.

## Leben
Euthymius von Melitene (377–473) und Theoktistos, armenische Mönche des Klosters in Pharan, verließen vor 411 ihr sicheres Zuhause und zogen durch die Wüste Judäas nach Jericho. Unterwegs im Wadi Dabor, das heute Deir Muqalik heißt, unweit des Toten Meeres, wurden sie vom Beduinenscheich Aspebet empfangen. Sein Sohn Terebon war an einer unheilbaren Lähmung erkrankt. Im Traum hatte er aber einen bärtigen Mönch gesehen, den er mit Euthymius in Verbindung bringen konnte. Deshalb nahm er samt seinem Stamm den christlichen Glauben an, und sie wurden getauft. Aspebet nahm dabei den Namen Butrus (von lateinisch: Petrus) an und wurde kurz darauf zum Apostel seines Stammes ernannt. Er gewann neue Glaubensgenossen bis in die benachbarten Stämme hinein und wies sie an, eine Kapelle und eine Klostermauer zu bauen. Seinem Glaubensvater Euthymius baute er eine Zisterne, einen Brotbackofen und drei Zellen. Eine Mönchskolonie entstand, deren Leitung Euthymius Theoktistos übertrug. Mit der Zeit wurden Stimmen laut, dass die neugegründeten Kirchen einen Bischof bräuchten. Der Bischof von Jerusalem stimmte zu, dass Petrus Aspebet um das Jahr 425 zum Bischof der Beduinen geweiht wurde. Er war somit der erste Titularbischof für das Gebiet von Parembole in Palästina.
431 beim Konzil von Ephesus wurde Petrus Aspebet vom Bistum Parembole einer der Konzilsväter. Er blieb eng mit seinem geistlichen Vater Euthymius verbunden. Nach seinem Tod wurden weitere Scheiche zu Bischöfen bestimmt. Terebon II, der Enkel von Petrus Aspebet, erzählte dessen Geschichte Kyrillos von Skythopolis (524–558), der sie aufschrieb. Um 636 endete die Geschichte dieser beduinischen Kirchen, als die Sarazenen im Libanon und Palästina große Verwüstungen anrichteten.